# فريال تالبور
فريال تالبور (بالإنجليزية: Faryal Talpur)‏ (و. 1958 – م) هي سياسية من باكستان .